# Nadace a Říše
Nadace a Říše (anglicky Foundation and Empire) je druhá kniha z pera amerického spisovatele a biochemika Isaaca Asimova ze série o Nadaci, původně trilogie, posléze doplněné o další 4 díla. Navazuje na knihu Nadace. Vyšla v roce 1952.
Kniha má dvě části: první se jmenuje „Generál“ a druhá „Mezek“. 

Ačkoliv mají oba příběhy své kouzlo, přece jen je patrné, že později napsané díly Nadace (konkrétně Nadace na hranicích, Nadace a Země, Předehra k Nadaci, A zrodí se Nadace), které rozšířily původní trilogii, obsahují propracovanější zápletky. Mezi vydáním Druhé Nadace a Nadace na hranicích je prodleva bezmála 30 let.
Poprvé vyšla kniha česky v samizdatovém vydání v roce 1989 pod názvem Základna a Impérium. V roce 1991 vyšla v nakladatelství AG Kult již pod názvem Nadace a Říše.
Prolog dokumentuje situaci Galaktické říše a uvádí čtenáře do děje:

První Galaktická říše se nachází těsně před zhroucením. Geniální matematik Hari Seldon založil psychohistorii, vědu, která dokáže spočítat pravděpodobnosti chování lidstva jako celku a ví, že pádu civilizace nelze zabránit. Lze však zkrátit období chaosu z dlouhých 30 000 let na pouhý jeden tisíc, než povstane druhá Galaktická Říše. K tomu je zapotřebí vytvořit Nadaci – původně společenství encyklopedistů, kteří budou zpracovávat veškeré lidské vědění do díla nazvaného Encyclopedia Galactica. Nakonec vzniknou dvě centra Nadace, jedna z nich leží na Terminu, vzdálené planetě na samém konci Galaxie. Postupem doby Nadace sílí a díky své technické převaze získává vliv, zatímco Říše slábne. Přesto ji nelze podceňovat, zvláště poté, co na armádním žebříčku rychle postupuje mladý a dravý generál Riose.

## Námět

### Část I – Generál
Galaktickou říši postihuje úpadek a rozklad ve stále větší míře. Ale stále v sobě soustřeďuje obrovskou moc. Nyní se tato moc stává vojenskou hrozbou a bezprostředně ohrožuje Nadaci díky postavě generála Bela Riose, který projevuje horlivost v pátrání po nepřátelích Říše. Tajuplná Nadace se zdá být vhodným cílem.

### Část II – Mezek
Struktury Nadace se stávají zkostnatělé a ona stagnuje. Vlády se ujal rod Indburů a demokratické volby jsou minulostí. V Galaxii se objeví neznámá postava, Mezek, jenž během krátké doby dobyde několik planet a zdá se, že se tím jeho chuť neuspokojí. Kolují zvěsti, že je to mutant s neobvyklými schopnostmi. Na spadnutí je další Seldonova krize.

## Postavy

### Část I – Generál
- Bel Riose – mladý bojechtivý říšský generál, chce vyhledat nepřítele za každou cenu, zaměří se na Nadaci.
- Ducem Barr – starý patricij ze Siwenny. Bel Riose jej nutí ke spolupráci ve prospěch Říše.
- Cleon II. – poslední silný císař První Říše.
- Lathan Devers – nezávislý kupec, důležitý člověk ve službách Nadace. Operuje v týlu, přímo na vlajkové lodi říšské flotily.
- Lord Ammel Brodrig – osobní tajemník císaře Cleona II. Podlý a krutý člověk schopný všeho, jeho jediným zájmem je osobní profit.
- Mori Luk – oddaný seržant generála Riose.

### Část II – Mezek
- Bayta Darellová – hlavní hrdinka příběhu.
- Dagobert IX. – senilní císař Říše, která má nyní sídlo na Neotrantoru.
- Ebling Mis – psycholog z Nadace, odhalí hrozící Seldonovu krizi.
- Franssart – zkráceně Fran, otec Torana.
- Han Pritcher – kapitán Nadace, jedná v zájmu státu, rozkazy si interpretuje po svém.
- Indbur III. – starosta Nadace.
- Jord Commason – zámožný statkář z Neotrantoru.
- Magnifico Giganticus – klaun, kterého Bayta a Toran zachrání na planetě Kalgan.
- Mangin z Issu – člen užšího vedení sdružení nezávislých kupců.
- Mezek – mutant, který má neobvyklé schopnosti, díky nimž snadno vítězí nad nepřáteli.
- Ovall Gri z Mnemonu - člen užšího vedení sdružení nezávislých kupců.
- Randu – nevlastní strýc Torana, vůdce sdružení nezávislých kupců.
- Toran Darell – manžel Bayty.

## Obsah
Prolog

### Část I – Generál
01. Pátrání po kouzelnících

02. Kouzelníci

03. Nehynoucí odkaz

04. Císař

05. Začíná válka

06. Oblíbenec

07. Podplácení

08. Na Trantor

09. Na Trantoru

10. Válka končí

### Část II – Mezek
11. Ženich a nevěsta

12. Kapitán a starosta

13. Poručík a klaun

14. Mutant

15. Psycholog

16. Konference

17. Vizisonor

18. Pád Nadace

19. Začátek pátrání

20. Spiklenec

21. Vesmírná mezihra

22. Smrt na Neotrantoru

23. Trosky Trantoru

24. Konvertita

25. Smrt psychologa

26. Konec pátrání

## Děj

### Část I – Generál
Bel Riose, mladý ambiciózní generál Galaktické říše, získá dojem, že na vesmírné periferii se děje něco nekalého. Vyhledá Ducema Barra – starého patricije, který byl v mládí aktivní v povstání na Siwenně, pohraniční planetě, aby od něj zjistil nějaké informace. Patricij mu řekne o Hari Seldonovi a jeho psychohistorickém plánu, úpadku civilizace a poslání Nadace. Generál je podezíravý a příliš starému muži nevěří. Bere jej s sebou na vojenskou misi.
Na Nadaci se mezitím sejde rada, aby probrala hrozící nebezpečí a učinila kroky k jeho odvrácení. Dohodne se, že bude vyslán nezávislý kupec, aby se stal vějičkou pro říšské válečné loďstvo.

U císařského dvora očerňuje nejvyšší tajemník Brodrig mladého generála Riose u svého císaře Cleona II. Dosáhne toho, že je vyslán na flotilu jako dohled.
Válka začala. Ducem Barr je pod pohrůžkou přinucen ke spolupráci, přesto se snaží držet si odstup. Nevěří ve vítězství Říše, naopak bezmezně spoléhá na psychohistorický Plán. Říšské lodě zajmou obchodní loď Nadace kupce Lathana Deverse. Po neplodném výslechu pověří Riose Barra, aby zkusil z Deverse něco vyzvědět. Kupec si všimne, že patricijova loajalita vůči Říši není nikterak veliká. Disponuje různými technickými pomůckami, mimo jiné deformátorem pole, jenž odstíní hovor. Mohou tedy spolu hovořit bez rizika odposlechu. Devers se dozví překvapivé informace a získá Barra na svou stranu.

Situace se nevyvíjí pro Nadaci dobře, ztrácí jednu planetu za druhou a dostává se do obklíčení. Lathan Devers si zatím získává na svou stranu posádku praktickými dary z nákladu své lodi. Zatímco říšská technologická úroveň je slabá, výrobky Nadace jsou vzhledem k omezeným zdrojům miniaturizované, kvalitní a vysoce spolehlivé.
Brodrig zpovídá Lathana Deverse, za kvalitní zprávy mu nabízí odměnu – 100 000 kreditů. Devers je vlastenec, ale také kupec. Odkazuje Brodriga na falešnou stopu, doufá, že se mu tím podaří zpacifikovat generála Riose (Brodrig by jej mohl díky své chamtivosti odvolat). Stane se však něco nečekaného, lord Brodrig se s generálem Riosem spojí a zajistí další přísun válečných lodí. Zdá se, že porážka Nadace je neodvratná.

Deversovi se společně s Barrem podaří uprchnout a v zoufalé snaze zvrátit situaci míří na Trantor, administrativní centrum Říše. Mají v plánu pomocí úplatků dosáhnout audience u císaře. To se jim nepodaří, jsou nuceni opět utíkat.
Válka nicméně končí, Riose i Brodrig jsou odvoláni a zatčeni. Říšský trůn je lákadlo, na němž již zahynulo násilnou smrtí mnoho císařů – ať již urozeného původu, či samozvolených generálů a odbojných místokrálů. V téhle fázi atmosféra podezírání, která vládne v nejvyšších kruzích znemožňuje vést Říši dlouhodobější dobyvačnou válku a zvítězit – přesně jak předpokládal psychohistorický plán Hariho Seldona.

### Část II – Mezek
První Nadace se stává stejně zkostnatělou jako bývala Galaktická říše. Demokracie upadá, k moci se dostal rod Indburů a nezávislé volby jsou minulostí, moc se dědí. Pnutí uvnitř roste, svaz Nezávislých kupců plánuje převrat. Hodlá získat na svou stranu tajemného Mezka, velitele, o němž se říká, že je to mutant a disponuje neobvyklými schopnostmi. Mezek v krátké době dobyl planetu Kalgan. Svaz kupců posílá na planetu Baytu Darellovou a jejího manžela Torana, aby se pokusili o Mezkovi něco zjistit.
Na Kalganu se nevyhnou incidentu, přičemž zachrání klauna Magnifica, který je na útěku před Mezkem. Zároveň se setkají s kapitánem Hanem Pritcherem, který jedná v zájmu Nadace.

Na Terminu, hlavním světě Nadace mezitím psycholog Ebling Mis zjistí, že se blíží další Seldonova krize. Tuto informaci sdělí starostovi Indburovi III., ten jí ale příliš nevěří.

Na planetě Radole se koná konference Nezávislých kupců, kteří se stále snaží navázat kontakt s Mezkem, jenž mezitím pohlcuje jednu planetu za druhou a plánují vojenský útok proti Nadaci, když přijde překvapivá zpráva: jejich flotila byla napadena Mezkem. Po zhodnocení situace se přidávají k silám Nadace.
V Časovém sejfu se objeví hologram Hariho Seldona a hovoří o krizi. Ebling Mis měl pravdu, nicméně Seldon mluví o zcela jiné situaci. To je vážné, protože psychohistorický plán je narušen. 

Terminus je napaden a donucen se vzdát. Nadace je poražena, vzdoruje pouze armáda Nezávislých kupců. Otázkou zůstává jak dlouho.
Kapitán Han Pritcher se přidá k podzemní organizaci a naplánuje atentát na Mezka. Nezdaří se. Není popraven, nýbrž naverbován jakožto schopný člověk do Mezkových služeb.

Toran, Bayta, Ebling Mis spolu s Magnificem prchají na Trantor, neboť Mis chce najít v Galaktické knihovně záznamy o Druhé nadaci. Ta jediná jim může pomoci. Kapitán Pritcher je jim v patách.

Říše je v definitivním rozkladu, smrskla se na území s nemnoha planetami. Sídlo již není na Trantoru, ale na Neotrantoru. Trantor se stal zemědělskou planetou, vyváží se z něj kov z trosek infrastruktury. 

Delegace žádá o povolení u Dagoberta IX. pro vstup do Galaktické knihovny. Po odchodu z císařských komnat jsou přepadeni Jordem Commasonem a Dagobertovým synem, následníkem trůnu. Dokáží se však ubránit, když Magnifico použije svůj vizisonor.
Na Trantoru se Ebling Mis pohrouží do starých dokumentů s cílem vypátrat Druhou Nadaci. Když se mu to podaří, dříve než stačí tuto informaci sdělit Baytě a Toranovi, Bayta ho zastřelí. Toto tajemství se nikdy nesmí dozvědět Mezek, který je blíž, než se zdálo...
- (část I. - Generál)

"Nadace", řekl trpce Devers, "má svá tajemství. Mají knihy, staré knihy - tak staré, že jazyk, ve kterém jsou psané, zná jen pár nejvýše postavených. Ale ta tajemství jsou zahalena rouškou obřadů a náboženství a nikdo je nesmí použít. Já jsem to zkusil a teď jsem tady - čeká mě rozsudek smrti."

"Aha. A co ta dávná tajemství?"

"Transmutace prvků," řekl stručně Devers.

## Česká vydání
- Základna a Impérium, SFK AF 167 (Brno), 1989, překlad Jindřich Smékal, brožovaná A4
- Nadace a Říše, 1.vydání, AG Kult, 1991, ISBN 80-900081-7-8, překlad Jarmila Pravcová, 230 stran, brožovaná
- Nadace a Říše, 2.vydání, Mladá fronta, 2003, ISBN 80-204-1026-0, překlad Viktor Janiš, 312 stran, brožovaná
- Nadace a Říše, 3.vydání, Triton (edice Trifid č.368) / Argo (edice Fantastika č.8), 2009, ISBN 978-80-7387-344-8, překlad Viktor Janiš, 240 stran, vázaná s papírovým přebalem